# Larisa Semjonovna Latinina
Larisa Semjonovna Latinina (rusko Лари́са Семёновна Латы́нина; rojena Dirij (Ди́рий)), ukrajinska gimnastičarka, * 27. december 1934, Herson, Sovjetska zveza (sedaj Ukrajina).
Kot prva ženska je osvojila devet zlatih olimpijskih medalj. Še danes drži olimpijski rekord po številu osvojenih olimpijskih medalj - 18 (9 zlatih, 5 srebrnih in 4 bronaste).